# マドンナ (映画)
『マドンナ』（原題：마돈나 MADONNA）は、2015年の韓国映画。
第68回カンヌ国際映画祭ある視点部門正式招待作品。

## ストーリー
金銭的に苦しい生活を送るムン・ヘリム（ソ・ヨンヒ）は、ある病院で准看護師として働くこととなる。配属されたVIP病棟に入院している患者は、病院に莫大な額を出資している全身麻痺の老人・チョルオで、彼は過去10年間で何度も臓器移植を受けて命を繋げられてきた。また新たな心臓が必要なタイミングで、謎の交通事故で脳死状態となったチャン・ミナという妊娠中の若い女性が病院に運ばれてくる。贅沢すぎる身勝手な暮らしをしながら病院を牛耳るチョルオの息子・サンウ（キム・ヨンミン）は、ミナの心臓を提供させるため、ヘリムに協力を求める。お金の為に引き受けたヘリムは、かつてミナが「マドンナ」というニックネームで呼ばれてきた過去をたどっていくこととなる。

## キャスト
- ソ・ヨンヒ
- クォン・ソヒョン
- キム・ヨンミン
- ピョン・ヨハン